# Куколово
Куколово — деревня в городском округе Шаховская Московской области.

## Население
| 1859 | 1926 | 2002 | 2006 | 2010 |
| ---- | ---- | ---- | ---- | ---- |
| 58   | ↗120 | ↘7   | ↘5   | →5   |

## География
Деревня расположена в южной части округа, недалеко от границы со Смоленской областью, примерно в 28 км к юго-западу от райцентра Шаховская, на левом берегу безымянного левого притока реки Иночи, высота центра над уровнем моря 235 м. Ближайшие населённые пункты — Михалёво на северо-западе и Фалилеево на северо-востоке.
Около деревни имеется автобусная остановка.

## Исторические сведения
В 1769 году Куколова — деревня Хованского стана Волоколамского уезда Московской губернии в составе большого владения коллежского советника Владимира Федоровича Шереметева. В деревне 8 дворов и 34 души.
В середине XIX века деревня относилась к 1-му стану Волоколамского уезда Московской губернии и принадлежала поручику Сатину. В деревне было 8 дворов, крестьян 31 душа мужского пола и 28 душ женского.
В «Списке населённых мест» 1862 года Куколово — владельческая деревня 1-го стана Волоколамского уезда Московской губернии по правую сторону Московского тракта, шедшего от границы Зубцовского уезда на город Волоколамск, в 47 верстах от уездного города, при речке Волосовке, с 9 дворами и 58 жителями (35 мужчин, 23 женщины).
По данным на 1890 год входила в состав Серединской волости, число душ мужского пола составляло 12 человек.
В 1913 году — 13 дворов и земское училище.
По материалам Всесоюзной переписи населения 1926 года — центр Куколовского сельсовета, проживало 120 человек (48 мужчин, 72 женщины), насчитывалось 28 крестьянских хозяйств, имелась школа.
С 1929 года — населённый пункт в составе Шаховского района Московской области.
1994—2006 гг. — деревня Косиловского сельского округа Шаховского района.
2006—2015 гг. — деревня сельского поселения Серединское Шаховского района.
2015 г. — н. в. — деревня городского округа Шаховская Московской области.